# Kozada
Kozada (Kotež) je nenaseljeni otočić u Brijunskom otočju, uz zapadnu obalu Istre. Od kopna je udaljen 500 metara, a najbliži otok mu je Sveti Jerolim, oko 400 metara zapadno.
Na sjeveroistočnoj strani otočića se nalazi porušeni mol. Na dijelu gdje je čitav dubina je 1.5 m, a prema peti je pliće. Sjeverno od mola prostire se grebenasto dno u dužinu od oko 100 m.[nedostaje izvor]
Površina otoka je 78.212 m2, duljina obalne crte 1239 m, a visina 8 metara.